# Lagrange (Hautes-Pyrénées)
Lagrange (okzitanisch: Era Granja) ist eine französische Gemeinde mit 255 Einwohnern (Stand: 1. Januar 2022) im Département Hautes-Pyrénées in der Region Okzitanien; sie gehört zum Arrondissement Bagnères-de-Bigorre. Die Einwohner werden Lagrangeois/Lagrangeoises genannt.

## Geografie
Lagrange liegt auf dem Plateau von Lannemezan rund 25 Kilometer südöstlich der Stadt Tarbes. Die Gemeinde besteht aus den Weilern Les Escalès und Les Prats de la Lanne sowie einigen Einzelhöfen. Die Baïsole durchquert die Gemeinde in nördlicher Richtung und bildet teilweise die östliche Gemeindegrenze. Die Baïse bildet streckenweise die westliche Gemeindegrenze. Umgeben wird Lagrange von den Nachbargemeinden Houeydets im Norden, Campistrous im Osten, Capvern im Süden und Südwesten sowie Lutilhous im Westen.

## Geschichte
Die Gemeinde wurde im Abgabenregister (Zehntregister) von Bigorre aus dem Jahr 1429 erstmals als Lucualu erwähnt. Im Mittelalter lag der Ort innerhalb der Region Nébouzan, die wiederum ein Teil der Provinz Gascogne war. Die Gemeinde gehörte von 1793 bis 1801 zum District Bagnères. Zudem lag Lagrange von 1793 bis 2015 im Kanton Lannemezan|Lannemezan. Die Gemeinde ist seit 1801 dem Arrondissement Bagnères-de-Bigorre zugeteilt.

## Bevölkerungsentwicklung
| Jahr                       | 1962 | 1968 | 1975 | 1982 | 1990 | 1999 | 2006 | 2014 | 2020 |
| Einwohner                  | 146  | 140  | 133  | 172  | 196  | 217  | 217  | 228  | 241  |
| Quellen: Cassini und INSEE |      |      |      |      |      |      |      |      |      |

## Sehenswürdigkeiten
- Kirche der Darstellung der Heiligen Jungfrau (Église de la Présentation-de-la-Sainte-Vierge) aus dem Jahr 1850
- Denkmal für die Gefallenen[1]
- mehrere Wegkreuze
- Wasserturm

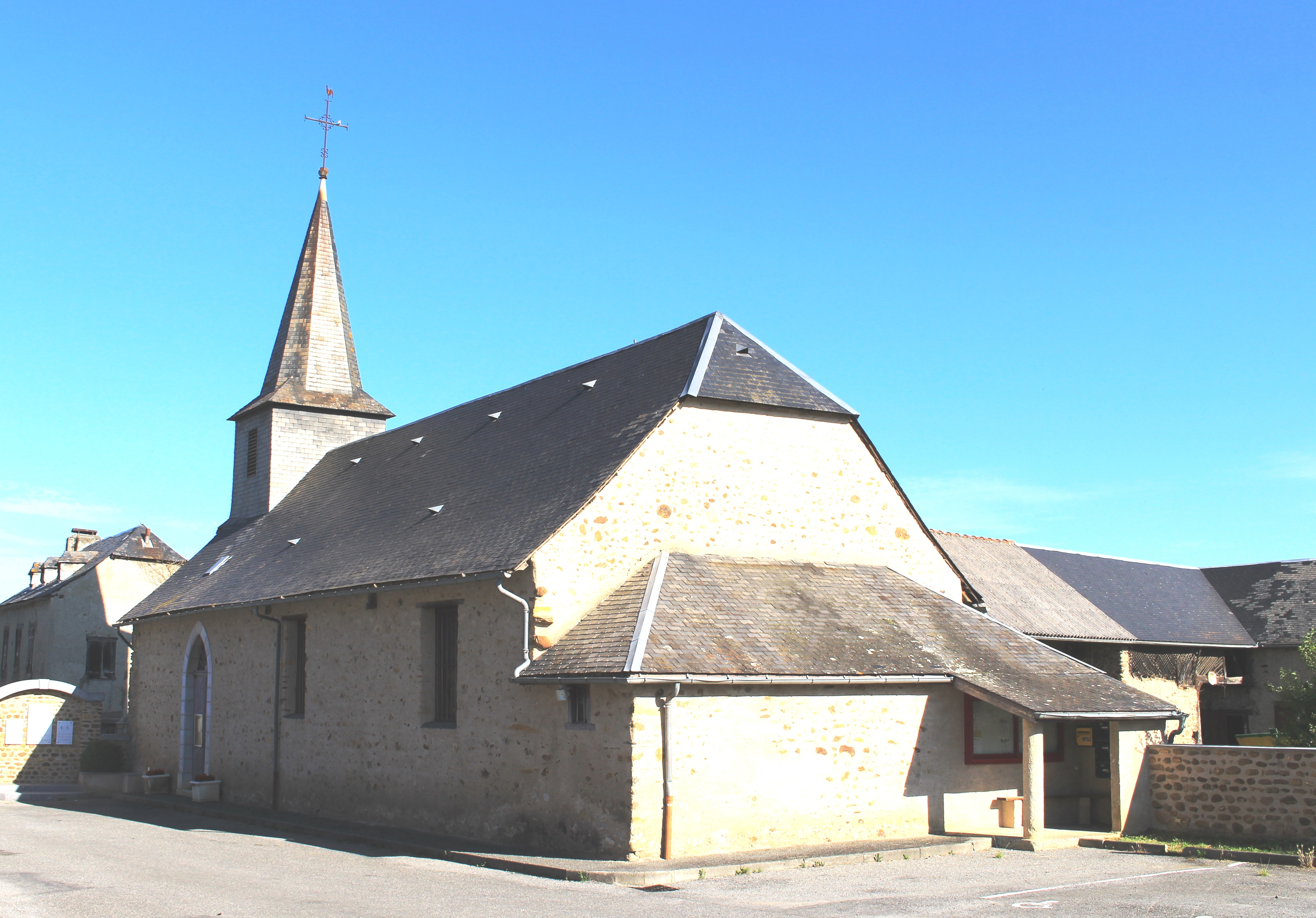
Kirche der Darstellung der Heiligen Jungfrau
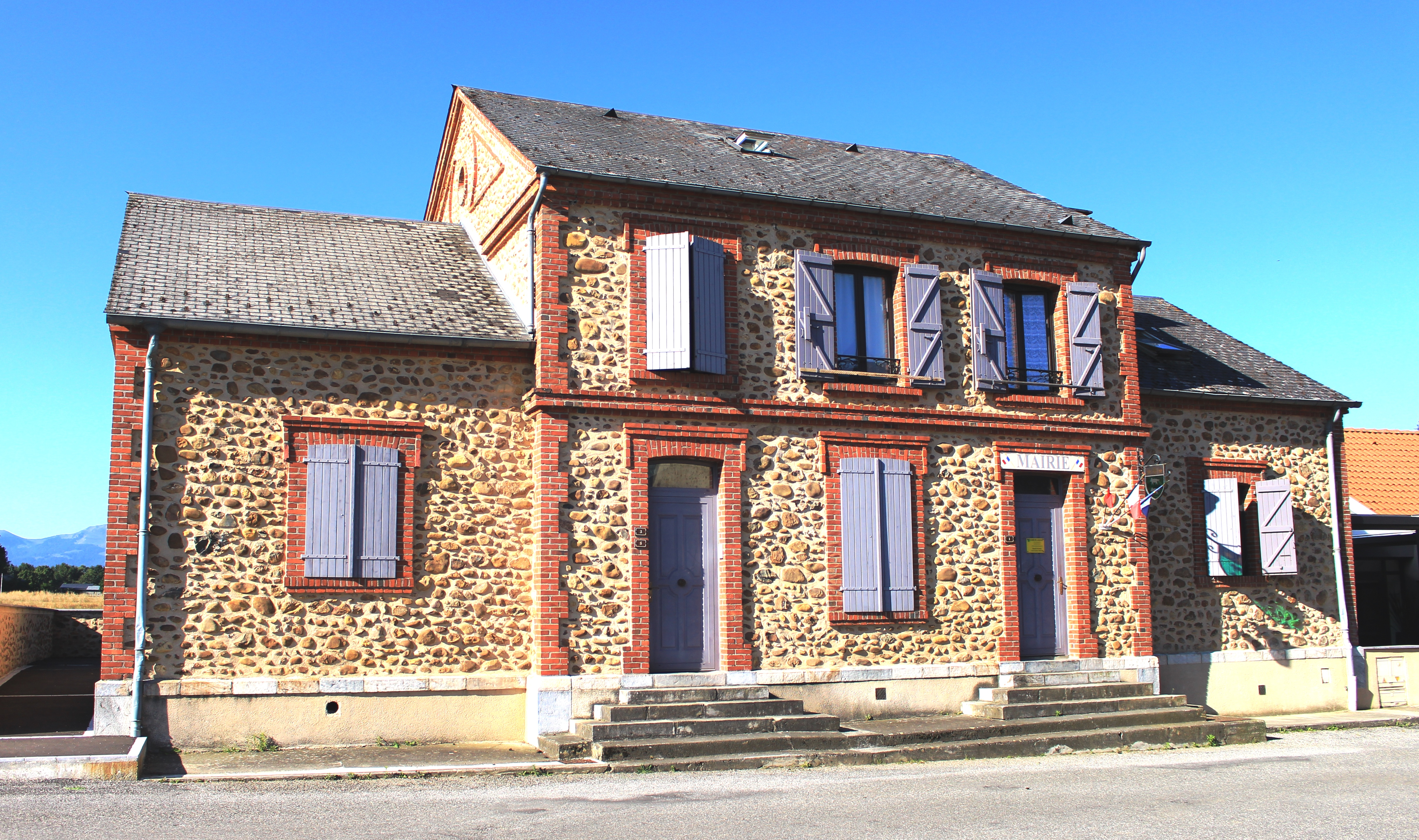
Rathaus (mairie)
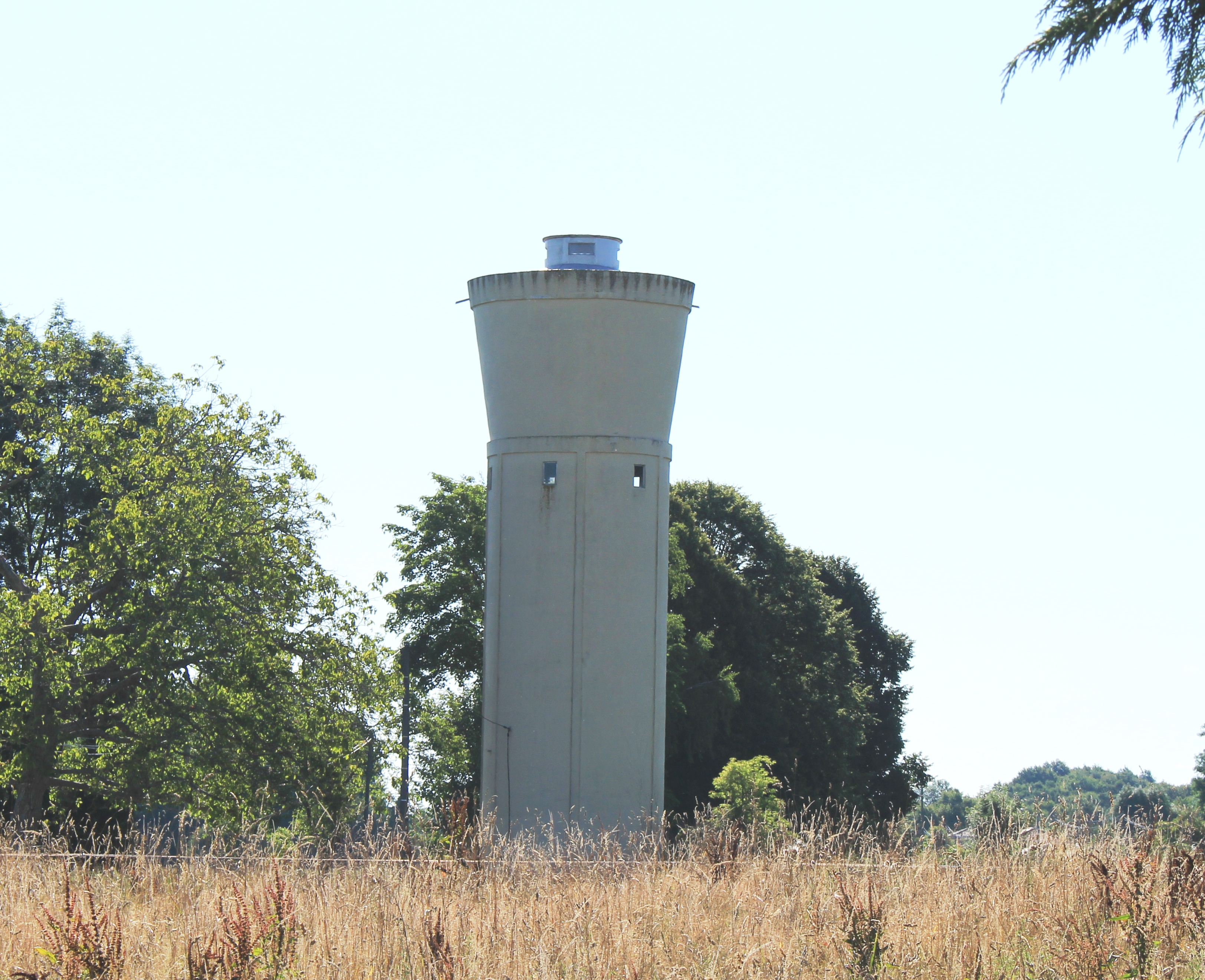
Wasserturm